# Capitella caribaeorum
Capitella caribaeorum är en ringmaskart som beskrevs av Warren och George 1986. Capitella caribaeorum ingår i släktet Capitella och familjen Capitellidae. Inga underarter finns listade i Catalogue of Life.